# Wolkersdorf im Weinviertel
Wolkersdorf im Weinviertel è un comune austriaco di 7 072 abitanti nel distretto di Mistelbach, in Bassa Austria; ha lo status di città (Stadtgemeinde). Tra il 1969 e il 1972 ha inglobato i comuni soppressi di Münichsthal, Obersdorf, Pfösing e Riedenthal.